# Neufahrn–Radldorf-vasútvonal
A Neufahrn–Radldorf-vasútvonal egy 26 km hosszú, normál nyomtávolságú, egyvágányú, nem villamosított vasúti mellékvonal Neufahrn és Radldorf között.